# Croix du cimetière de Luc-sur-Mer

La croix de cimetière de Luc-sur-Mer  est une croix monumentale située  dans l'église Saint-Quentin à Luc-sur-Mer, dans le département français du Calvados.

## Historique
Érigée en 1662, cette croix à double face, haute de 2,50 m présente d'un côté le Christ en croix et de l'autre la Vierge Marie tenant l'enfant Jésus dans ses bras. Restaurée en 2002, elle a été vandalisée dans la nuit du 14 au 15 août 2012 et cassée en plusieurs morceaux. Après avoir été restaurée dans un atelier rouennais, elle a été mise en sécurité dans l'église Saint-Quentin en septembre 2015.

## Architecture
La croix de cimetière de Luc-sur-Mer fait l’objet d’un classement au titre des monuments historiques depuis le 2 septembre 1907.

## Galerie

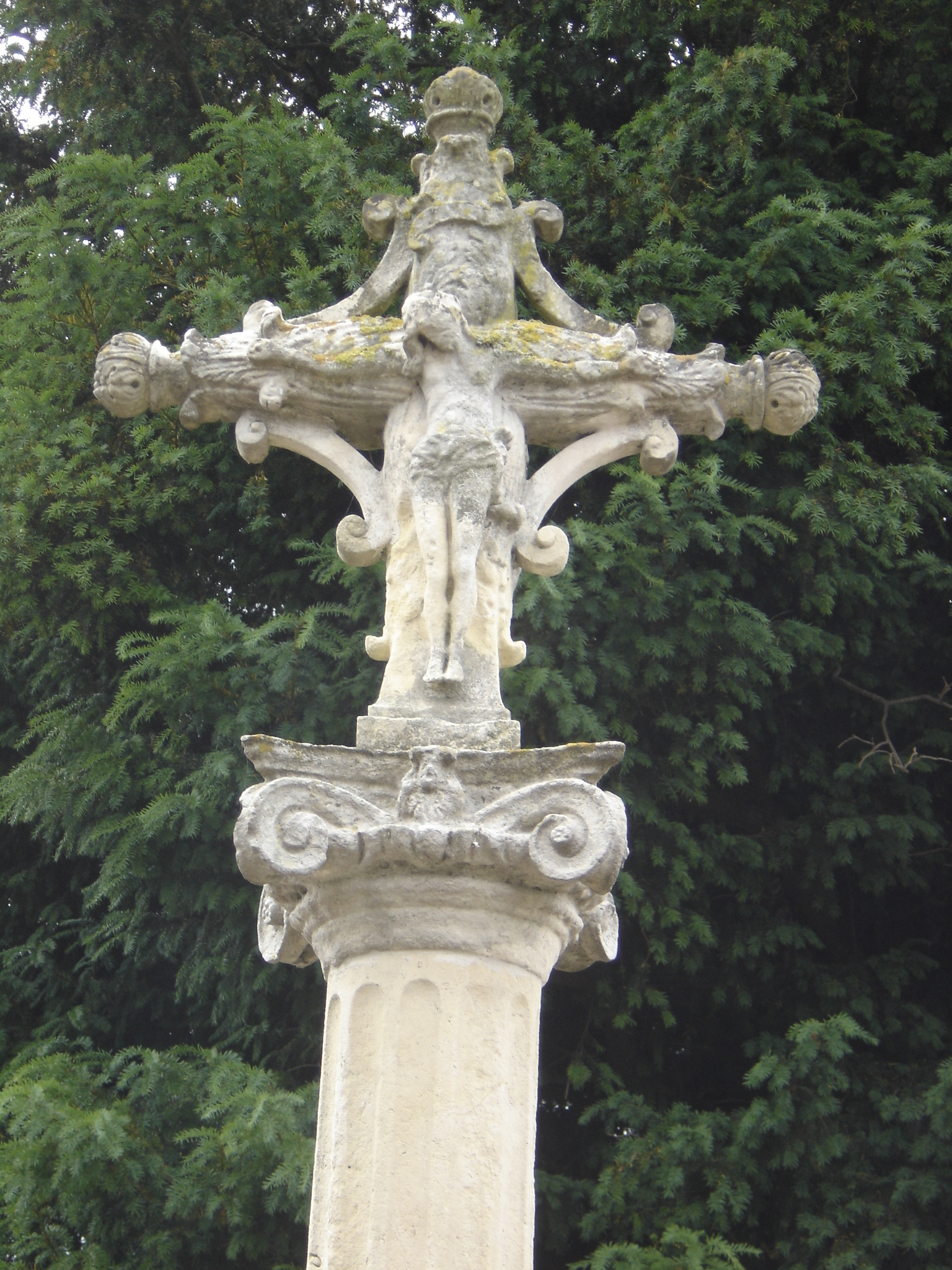
Le côté avec le Christ.
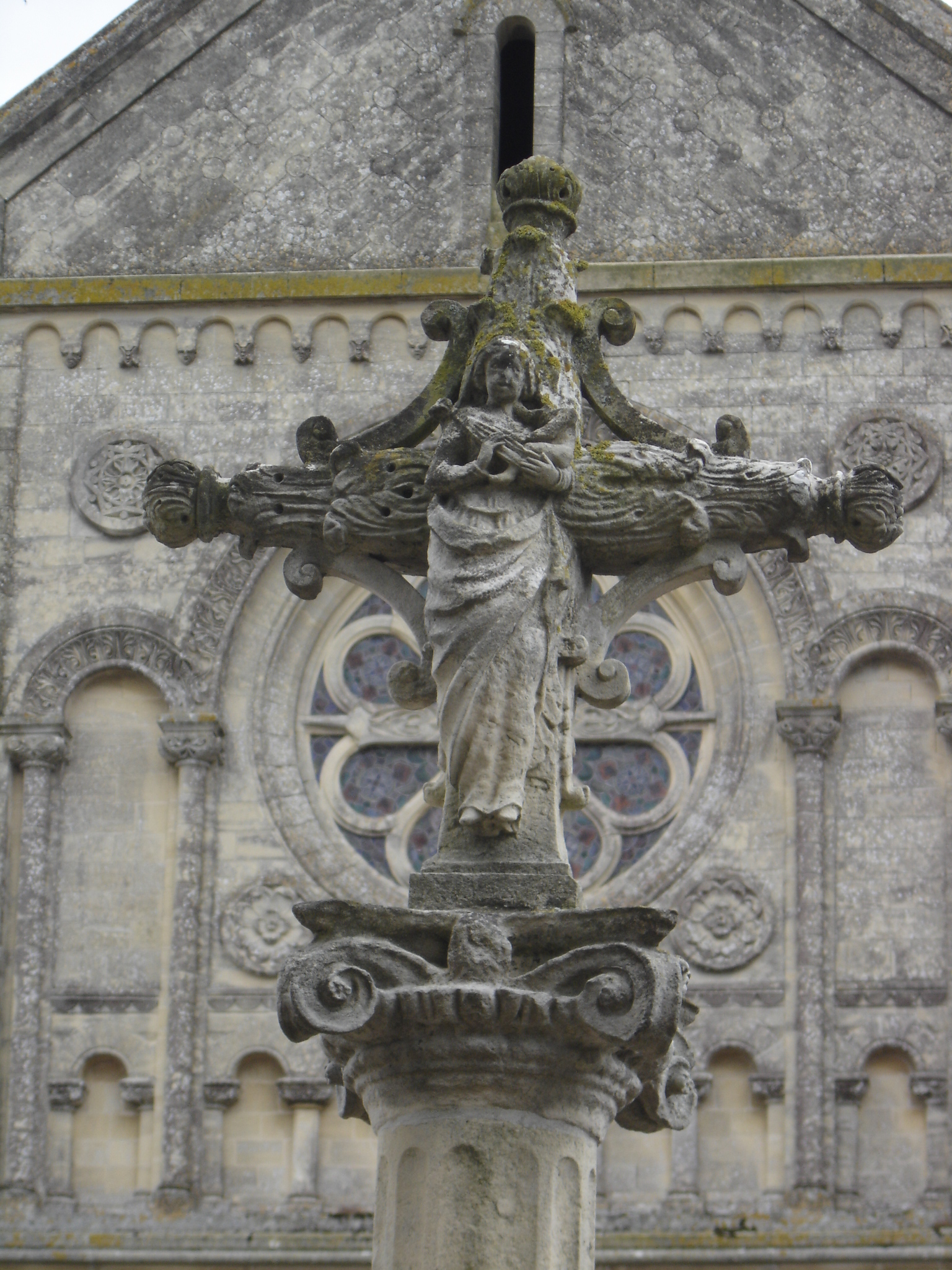
Le côté avec la Vierge à l’enfant.
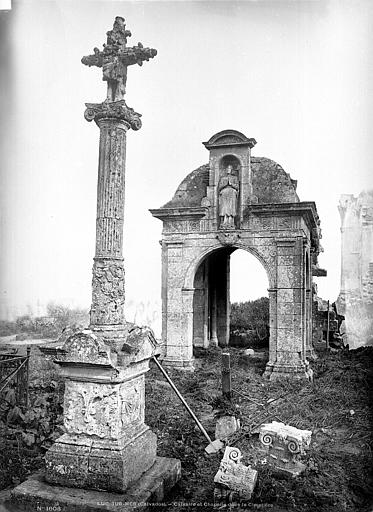
Le calvaire et la chapelle devant le cimetière de Luc-sur-Mer en septembre 1882.